# Eugaster
Eugaster is een geslacht van rechtvleugeligen uit de familie sabelsprinkhanen (Tettigoniidae). De wetenschappelijke naam van dit geslacht is voor het eerst geldig gepubliceerd in 1838 door Serville.

## Soorten
Het geslacht Eugaster omvat de volgende soorten:
- Eugaster berlandi Chopard, 1940
- Eugaster fernandezi Graells, 1878
- Eugaster guyoni Serville, 1838
- Eugaster laevigata Chopard, 1940
- Eugaster mathiasi Bleton, 1942
- Eugaster mimeuri Chopard, 1940
- Eugaster nigripes Chopard, 1937
- Eugaster powysi Kirby, 1891
- Eugaster rungsi Bleton, 1942
- Eugaster spinulosa Johannson, 1763